# Andrew Cain
Andrew Cain je izmišljeni lik iz stripa Zagor.

## Životopis

### Mladost
Cain je Englez i po zanimanju je lovac na vještice i čudovišta kao i njegovi preci. Prvi njegov predak koji je s time započeo je bio jedan vojni časnik u Cromwellovoj vojsci tijekom građanskog rata u Engleskoj sredinom sedamnaestog stoljeća. Kada se vratio iz rata, časnik je otkrio da mu je žena spaljena na lomači pod lažnom optužbom da je vještica. Tada je on ubio suca i zakleo se da će do smrti uništavati zlo u svim njegovim oblicima. A taj zadatak je ostavio u naslijeđe i svojim potomcima.
Cainov otac je bio egzorcist te je obučavao i sina tom poslu. No nakon očeve smrti Cain je napustio to kako bi postao običan farmer. Zaljubio se u djevojku Ayleen te se oženio njome. No u nju se zagledao i barun Wolfingham, moćni vrač i sljedbenik zla. Wolfingham je Cainu postavio zamku u jednoj krčmi. Ovaj je uspio ubiti sve protivnike ali je bio teško ranjen. Proveo je mnoge mjesece na granici života i smrti, ali kada se oporavio, vidio je da se Ayleen preudala za Wolfinghama. Osjećajući se izdanim, Cain se odao piću i ženama.
No jednog dana Cain je otkrio da se Ayleen udala za Wolfinghama samo kako bi njemu spasila život. Cain je uzeo mač svog oca i odjahao u Wolfinghamov dvorac kako bi spasio Ayleen, no kada je došao tamo, već je bilo prekasno. Wolfingham je ubio Ayleen i žrtvovao ju silama zla kako bi zadobio njihovu naklonost i moć te nakon toga pobjegao. Cain je pokopao Ayleen te se zakleo u osvetu Wolfinghamu i krenuo u lov na njega. 

### Lovac na vještice
Cain je progonio Wolfinghama u Londonu i Pragu, u Karpatima i pustinji Gobi, no ovaj mu je svaki put uspio pobjeći. U međuvremenu, Cain je u sjevernoj Africi upoznao Ben Yusura od Kel-Adrara, tuareškog princa, i njegovu sestru, princezu Maradu. Nakon što su Maradu oteli sljedbenici zla, Cain i Ben su krenuli u potragu za njima u Kush, mrtvo kraljevstvo u srcu Afrike. U glavnom gradu kraljevstva su pronašli Maradu koju su crni vračevi namjeravali žrtvovati Bogu Zla, i uz njegovu pomoć obnoviti svoje mračno kraljevstvo. Cain i Ben su uspjeli spasiti Maradu i prekinuti obred ali Ben je u borbi smrtno ranjen te je umro. Od jednog umirućeg vrača Cain je saznao da je netko istodobno ipak dozvao u Mračnog Boga u ljudski svijet, s druge strane oceana. Marada je Cainu ponudila svoju ruku, ali on je odbio, te krenuo u novu potragu, ovaj put se uputivši u SAD.

### Susret sa Zagorom
Prešavši Atlantski ocean, Cain se uputio prema gradu Port Whale, u državi Maine. Usput je odlučio prenoćiti u krčmi "Kod sedam glavnih grijeha" gdje su također odsjeli i Zagor i Chico. Ondje je otkrio neke Wolfinghamove sljedbenike i ubio ih, ali je Zagor, vjerujući da se radi o nedužnim ljudima, napao Caina.

## Zanimljivosti
- Cain je vjerojatno napravljen po uzoru na jednog drugog strip-junaka, Solomona Kanea, kojeg je stvorio Robert E. Howard, tvorac Conana Cimmerijanca.

- Kronološki, Andrew Cain se pojavljuje: 
  - u epizodama Zagora u izdanju Slobodne Dalmacije: 50 Morska strava, 51, Lovac na vještice, 52 Kraken
  - u epizodama Zagora u izdanju Ludensa:  103 Kainov povratak, 104 Atlantida, 105 Skrivena utvrda.